# Jwaneng Galaxy FC
El Jwaneng Galaxy FC es un equipo de fútbol de Botsuana que juega en la Liga Premier de Botsuana, la primera división de fútbol en el país.

## Historia
Fue fundado en el año 2014 en la ciudad de Jwaneng luego de la fusión de los equipos Jwaneng Comets y Debswana Youngsters mientras jugaban en la Primera División Sur.
En su primera temporada de existencia logra ganar el título de la división sur y consigue el ascenso a la Liga Premier de Botsuana para la temporada 2015/16.
En su primera temporada en la primera categoría termina en séptimo lugar, y en la temporada 2016/17 termina en segundo lugar en la tabla y gana la Copa Mascom Top 8.
En la siguiente temporada participa en la Copa Confederación de la CAF 2018, su primer torneo internacional, donde es eliminado en la ronda preliminar por el CD Costa do Sol de Mozambique.

## Palmarés
- Liga Premier de Botsuana: 3

2019-20, 2022-23, 2023-24
- Copa Desafío de Botsuana: 2

2024, 2025
- Copa Mascom Top 8: 2

2016/17, 2018/19
- Primera División Sur: 1

2014/15

## Participación en competiciones de la CAF
| Temporada | Torneo                       | Ronda          | Club              | Casa | Visita | Global      |
| --------- | ---------------------------- | -------------- | ----------------- | ---- | ------ | ----------- |
| 2018      | Copa Confederación de la CAF | Preliminar     | CD Costa do Sol   | 0-1  | 0-1    | 0-2         |
| 2019/20   | Copa Confederación de la CAF | Preliminar     | Bolton City       | 1-0  | 1-3    | 2-3         |
| 2020/21   | Liga de Campeones de la CAF  | Preliminar     | US Zilimadjou     | 4-0  | 1-1    | 5-1         |
| 2020/21   | Liga de Campeones de la CAF  | 1              | Mamelodi Sundowns | 0-2  | 1-3    | 1-5         |
| 2020/21   | Copa Confederación de la CAF | Playoff        | Orlando Pirates   | 0-3  | 0-1    | 0-4         |
| 2021/22   | Liga de Campeones de la CAF  | 1              | DFC 8             | 2-0  | 0-1    | 2-1         |
| 2021/22   | Liga de Campeones de la CAF  | 2              | Simba SC          | 2-0  | 1-3    | 3-3 (a)     |
| 2021/22   | Liga de Campeones de la CAF  | Fase de grupos | Espérance ST      | 0-3  | 0-4    | 4.º lugar   |
| 2021/22   | Liga de Campeones de la CAF  | Fase de grupos | CR Belouizdad     | 0-2  | 1-4    | 4.º lugar   |
| 2021/22   | Liga de Campeones de la CAF  | Fase de grupos | ES Sahel          | 1-1  | 2-3    | 4.º lugar   |
| 2023/24   | Liga de Campeones de la CAF  | 1              | Vipers SC         | 2-0  | 1-2    | 3-2         |
| 2023/24   | Liga de Campeones de la CAF  | 2              | Orlando Pirates   | 1-0  | 0-1    | 1-1 (5-4 p) |
| 2023/24   | Liga de Campeones de la CAF  | Fase de grupos | ASEC Mimosas      | 0-2  | 0-3    | 4° Lugar    |
| 2023/24   | Liga de Campeones de la CAF  | Fase de grupos | Simba SC          | 0-0  | 0-6    | 4° Lugar    |
| 2023/24   | Liga de Campeones de la CAF  | Fase de grupos | Wydad Casablanca  | 1-0  | 0-1    | 4° Lugar    |
| 2024/25   | Liga de Campeones de la CAF  | 1              | African Stars FC  | 1-0  | 0-1    | 1-1 (6-5 p) |
| 2024/25   | Liga de Campeones de la CAF  | 2              | Orlando Pirates   | 0-2  | 0-1    | 0-3         |

## Jugadores

### Jugadores destacados
- Moreetsi Mosimanyana
- Tebogo Sosome
- Thero Setsile
- Terrence Mandaza